# Kaina Martinez
Kaina Darina Martinez (* 20. Februar 1986 in Seine Bight) ist eine ehemalige belizische Leichtathletin, die sich auf den Sprint spezialisiert hat und auch im Weitsprung an den Start ging.

## Sportliche Laufbahn
Erste internationale Erfahrungen sammelte Kaina Martinez vermutlich im Jahr 2003, als sie bei den Zentralamerika-Juniorenmeisterschaften in San José in 12,92 s die Silbermedaille im 100-Meter-Lauf gewann und in 26,84 s den vierten Platz über 200 Meter belegte. Zudem wurde sie im Weitsprung mit 4,89 m Sechste. Im Jahr darauf schied sie bei den CAC-Juniorenmeisterschaften in Coatzacoalcos mit 12,50 s und 26,60 s jeweils in der Vorrunde über 100 und 200 Meter aus. 2005 belegte sie bei den Zentralamerikameisterschaften in San José in 12,73 s den vierten Platz über 100 Meter und gewann im 200-Meter-Lauf in 25,56 s die Silbermedaille hinter der Costa Ricanerin Tracy Joseph und sicherte sich über 400 Meter in 58,28 s die Bronzemedaille hinter der Salvadorianerin Verónica Quijano und Tracy Joseph aus Costa Rica. Zudem belegte sie mit der 4-mal-100- und 4-mal-400-Meter-Staffel jeweils den vierten Platz. Im Jahr darauf schied sie bei den U23-NACAC-Meisterschaften in Santo Domingo mit 12,70 s im Vorlauf über 100 Meter aus und belegte in 26,59 s den achten Platz über 200 Meter. 2007 gewann sie bei den Zentralamerikameisterschaften in San José in 12,47 s die Bronzemedaille über 100 Meter hinter der Costa Ricanerin Joseph und Auxiliadora Bonilla aus Nicaragua und gelangte im 400-Meter-Lauf mit 72,66 s auf Rang acht. Zudem belegte sie in 49,34 s den fünften Platz in der 4-mal-100-Meter-Staffel. Anschließend schied sie bei den NACAC-Meisterschaften in San Salvador mit 25,90 s in der Vorrunde über 200 Meter aus, ehe sie bei den Panamerikanischen Spielen in Rio de Janeiro mit 25,66 s ebenfalls nicht über den Vorlauf hinauskam. Im Jahr darauf schied sie bei den U23-NACAC-Meisterschaften in Toluca mit 12,31 s in der Vorrunde über 100 Meter aus und belegte mit 5,16 m den achten Platz im Weitsprung. 2009 siegte sie in 11,98 s über 100 Meter bei den Zentralamerikameisterschaften in Guatemala-Stadt und belegte zudem in 25,21 s den vierten Platz über 200 Meter. Anschließend verpasste sie bei den Zentralamerika- und Karibikmeisterschaften (CAC) in Havanna mit 12,16 s den Finaleinzug über 100 Meter. Im Jahr darauf siegte sie bei den Zentralamerikaspielen in Panama-Stadt in 12,05 s und 24,89 s über 100 und 200 Meter und gewann im Weitsprung mit 5,49 m die Silbermedaille hinter ihrer Landsfrau Tricia Flores. Anschließend schied sie bei den CAC-Spielen in Mayagüez mit 12,11 s und 25,17 s jeweils im Vorlauf über 100 und 200 Meter aus und verpasste im Weitsprung mit 5,56 m den Finaleinzug. Daraufhin verteidigte sie bei den Zentralamerikameisterschaften in Guatemala-Stadt in 12,55 s und 25,54 s ihre Titel über 100 und 200 Meter und gewann im Weitsprung mit 5,48 m die Bronzemedaille hinter ihrer Landsfrau Tricia Flores und Cindy Sibaja aus Costa Rica. Zudem gewann sie mit der 4-mal-100-Meter-Staffel in 50,75 s die Bronzemedaille sowie mit der 4-mal-400-Meter-Staffel in 4:27,26 min die Silbermedaille. Im Oktober kam sie bei den Commonwealth Games in Neu-Delhi mit 12,27 s und 25,65 s jeweils nicht über die Vorrunde über 100 und 200 Meter hinaus und wurde im Weitsprung mit 5,05 m 18.
2011 siegte sie bei den Zentralamerikameisterschaften in San José in 11,74 s und 24,17 s über 100 und 200 Meter und belegte im Weitsprung mit 5,49 m den fünften Platz. Zudem siegte sie in 48,50 s auch in der 4-mal-100-Meter-Staffel. Anschließend startete sie dank einer Wildcard über 100 Meter bei den Weltmeisterschaften in Daegu und schied dort mit 12,17 s in der ersten Runde aus. Im Jahr darauf nahm sie an den Olympischen Sommerspielen in London teil und kam auch dort mit 11,89 s nicht über den Vorlauf hinaus. 2014 schied sie bei den Commonwealth Games in Glasgow mit 12,12 s und 24,54 s jeweils in der Vorrunde über 100 und 200 Meter aus und im Jahr darauf gewann sie bei den Zentralamerikameisterschaften in Managua in 11,59 s die Silbermedaille über 100 Meter sowie in 23,60 s auch im 200-Meter-Lauf. Anschließend schied sie bei den Panamerikanischen Spielen in Toronto mit 11,69 s im Vorlauf über 100 Meter aus. 2019 bestritt sie ihren letzten offiziellen Wettkampf und beendete daraufhin ihre sportliche Karriere im Alter von 33 Jahren.

## Persönliche Bestleistungen
- 100 Meter: 11,46 s (+1,3 m/s), 25. Mai 2017 in Bradenton (belizischer Rekord)
  - 60 Meter (Halle): 7,47 s, 18. Februar 2017 in Alamosa
- 200 Meter: 23,50 s (+1,5 m/s), 6. Mai 2016 in Stephenville
  - 200 Meter (Halle): 23,72 s, 26. Februar 2017 in Boston (belizischer Rekord)
- 400 Meter: 53,89 s, 28. Mai 2016 in Bradenton
  - 400 Meter (Halle): 55,37 s, 21. Februar 2016 in Alamosa
- Weitsprung: 5,93 m, 12. Mai 2019 in Abilene